# Оидзуми
Оидзуми (яп. 大泉町 О:идзуми-мати) — посёлок в Японии, находящийся в уезде Ора префектуры Гумма. Площадь посёлка составляет 17,93 км², население — 40 882 человека (1 июля 2014), плотность населения — 2280,09 чел./км².

## Географическое положение
Посёлок расположен на острове Хонсю в префектуре Гумма региона Канто. С ним граничат города Ота, Кумагая и посёлки Ора, Тиёда.

## Население
Население посёлка составляет 40 882 человека (1 июля 2014), а плотность — 2280,09 чел./км². Изменение численности населения с 1980 по 2005 годы:
| 1980 | 31 282 чел. |  |
| 1985 | 35 925 чел. |  |
| 1990 | 39 232 чел. |  |
| 1995 | 41 100 чел. |  |
| 2000 | 41 403 чел. |  |
| 2005 | 41 466 чел. |  |

## Символика
Деревом посёлка считается Zelkova serrata, цветком — тюльпан.